# Четирикраки
Тетрапод пренасочва насам.  За строителния елемент вижте Тетрапод (конструкция).
Четирикраките (Tetrapoda) са надклас хордови животни, който обединява всички гръбначни, с изключение на гръбначните риби. Те имат по четири крайника или са еволюирали от животни с четири крайника (например, змиите). Основните групи четирикраки са влечугите, птиците и динозаврите, земноводните и бозайниците.

## Класове
- Amphibia – Земноводни
- Серия Amniota – Амниота
  - Aves – Птици
  - Mammalia – Бозайници
  - Reptilia – Влечуги